# Tavasz (keresztnév)
A Tavasz újabb keletű névalkotás a tavasz szóból.

## Rokon nevek
- Tavaszka:[1] újabb névalkotás a tavasz szóból a -ka kicsinyítőképzővel.[2]

## Gyakorisága
Az 1990-es években a Tavasz és a Tavaszka szórványos név, a 2000-es években nem szerepelnek a 100 leggyakoribb női név között.

## Névnapok
Tavasz, Tavaszka
- március 21.[2]